# 阿蒂巴亚
阿蒂巴亚是巴西圣保罗州的一个市镇。总面积478.101平方公里，总人口119029人，人口密度249人/平方公里。